# Bo Bernhardsson
Bo Gösta Ingemar Bernhardsson, född 19 juli 1949 i Östra Hoby församling i Kristianstads län, är en svensk politiker (socialdemokrat), som var riksdagsledamot för Skåne läns södra valkrets. Han var riksdagsledamot 1991–1995 och 2002–2006. Efter valet 2002 till 2006 var han ledamot i Finansutskottet. Han återkom till riksdagen den 1 april 2007 och blev ledamot i Miljö- och jordbruksutskottet och dessutom ledamot av Riksbanksfullmäktige. Efter valet 2010 blev Bernhardsson ledamot i Finansutskottet och EU-nämnden, där han också var vice gruppledare för Socialdemokraterna. Bernhardsson slutade som riksdagsledamot 2014.
Bernhardsson har varit metallarbetare, bussförare, studieombudsman på ABF, förbundssekreterare i SSU 1981–1984 samt chefredaktör för tidningen Arbetet 1996–2000 och för den socialdemokratiska idétidskriften Tiden 2006–2011. Han var ordförande i Skånska socialdemokrater mot EMU och ingick i den nationella ledningsgruppen för organisationen Socialdemokrater mot EMU. Bernhardsson är också ansvarig utgivare för webbtidningen Efter Arbetet och ordförande i Tidningsföreningen Efter Arbetet.
Riksdagsledamot
- 1991-09-30 - 1994-10-03
- 1994-10-03 - 1995-12-31
- 2002-09-30 - 2006-10-02
- 2006-10-02 - 2006-10-06 (Ersättare)
- 2007-04-09 - 2010-10-04
- 2010-10-04 - 2014-09-29